# デレック・リンガー
デレック・リンガー（Derek Ringer,  1956年10月11日 - ）は、イギリス（スコットランド）出身のコ・ドライバー。かつて、世界ラリー選手権 (WRC)チャンピオンコリン・マクレーのナビを務めたことがある。1997年は、ニッキー・グリストに代わる形でWRCから身を引いた。

## 経歴
マクレーとの出会いは、1980年代の頃であった。1996年までWRCに参戦し、マクレーがタイトルと大英帝国勲章第五位 (MBE) を受勲したのも、自身のおかげと言っていいだろう。翌年は、地元ラリー選手権にエントリーしたマルティン・ローウェのナビを務めることになったためマクレーとのコンビは解消となった。1998年、ロウェーは見事チャンピオンに輝いたのである。
それから、目立った活動なかったが、2002年、マクレーとグリストがコンビを解消した事を受けて、再びマクレーとのコンビを再結成した。
2003年、彼がシトロエンに移籍した時も、ナビを務めていた。
2008年、スコットランドラリー選手権最終戦コリン・マクレーフォレストステージズ・ラリーのヒストリカルクラスに参戦したトラビス・パストラーナとコンビを組み、フォード・エスコートマークⅠを駆り36位で完走した。　

## その他
- ゲームソフトコリン・マクレー・ラリー４(2004)にコ・ドライバーの音声役として参加している。[1]